# G.G. Anderson

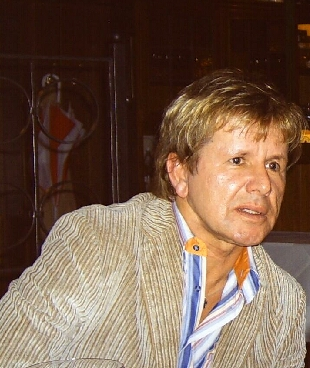
GG Anderson

G.G. Anderson, född Gerd Günther Grabowski 4 december 1949 i Eschwege i Tyskland, är en tysk kompositör, producent och sångare inom den tyska schlagern, men även känd på den internationella musikmarknaden som kompositör.
G.G. Anderson är utbildad elektriker, vilket han även arbetade med under tiden han först började som schlagersångare.
Hans musikaliska bana började 1964 som medlem i bandet "The Rackets". 1973 började han sin karriär som soloartist under artistnamnet "Alexandro Marco", mellan åren 1977 och 1979 kallade han sig för "Tony Bell" för att sedan 1980 kalla sig för sitt nuvarande artistnamn "G.G. Anderson".
Som kompositör har han skrivit över 1000 låtar till andra artister så som Mireille Mathieu, Rex Gildo, Axel Becker, Andy Borg, Judith & Mel, Brunner & Brunner, Die Paldauer, Tony Christie, Wildecker Herzbuben, Roland Kaiser, Engelbert Humperdinck med flera. För Engelbert Humperdinck är han mest känd för låten "The Spanish night is over". Han är även medkompositör till låten "Satisfaction" som framfördes av Laura Branigan 1984 och som återfinns på albumet Self Control. Han är även upphovsman till låten Manuel Goodbye som ursprungligen spelades in av Andrea Jürgens, men som gjordes känd på den internationella marknaden av Audrey Landers. På svenska återfinns låten som "Emmanuelle farväl" och spelades in av Flamingokvintetten och Curt Haagers.
Hans framgång som sångare kom först 1981 med låtarna "Am Weissen Strand von San Angelo" som återfinns på svenska som "Ja, nu så vet jag vad kärlek är" med Ingmar Nordströms på albumet Saxparty 12 och "Sommernacht in Rom" även den framförd av Audrey Landers under namnet "Summernight in Rome".
G.G. Anderson är även upphovsman till låten "Cheerio" som både DJ Ötzi och Lasse Stefanz spelat in. Han har även spelat in originalet av låten.
Sedan juli 1997 är G.G. Anderson hedersinvånare i sin hemstad Eschwege och fick utmärkelsen "Årets sångare" 1986.